# Phreaking
Phreaking [ˈfɹiːkɪŋ] är att utforska och utnyttja telenät. Termen är lånord från amerikansk engelska (en amerikanism). Där betecknar det en person (ett phreak eller en phreaker) som manipulerar telefonsystem, telefonväxlar och annat telenätsrelaterat, för att exempelvis ringa långdistanssamtal gratis eller till kraftigt reducerad taxa. Aktiviteten riktar sig även mot privata telefonväxlar och så kallade voicemail-system. 
Ordet kommer från en grupp amerikanska elektronikentusiaster på 1960- och 1970-talen, kallade phone freaks, ’telefonexcentriker’. Uttrycket slogs sedermera ihop till teleskopordet phreaks. Liksom hackare tycker att det är roligt att utforska datorer och datornät tycker phreakers det är roligt att utforska telefonnät och komma fram till sätt att ringa gratis. De två intresseområdena överlappar; ofta är phreakern också crackare.
Tidiga phreaker som blev allmänt känd var personer som John Draper, som byggde sin egen blue box, och Joybubbles, som genom att vissla rätt signaltoner kunde manipulera telefonväxlar. De inspirerade en andra generationens phreakare, till exempel Steve Jobs och Steve Wozniak.
Phreakerkulturen har i dag flera tidskrifter, där den mest kända är 2600.